# Ceiling Zero
Ceiling Zero is een Amerikaanse avonturenfilm uit 1936 onder regie van Howard Hawks. De film werd destijds in Nederland uitgebracht onder de titel Duivels van het verkeer.

## Verhaal
Twee piloten riskeren dagelijks hun leven voor een luchtvaartmaatschappij. Als een vrouw hun pad kruist, worden zij ook rivalen in de liefde.

## Rolverdeling
| Acteur           | Personage        |
| ---------------- | ---------------- |
| James Cagney     | Dizzy Davies     |
| Pat O'Brien      | Jake Lee         |
| June Travis      | Tommy Thomas     |
| Barton MacLane   | Al Stone         |
| Stuart Erwin     | Texas Clark      |
| Henry Wadsworth  | Lawson           |
| Craig Reynolds   | Inspecteur Allen |
| Isabel Jewell    | Lou Clark        |
| Addison Richards | Fred Adams       |
| Martha Tibbetts  | Mary Lee         |